# 拉罗西耶尔
拉羅西耶爾（法語：La Rosière，法語發音：[la ʁozjɛʁ]）是法國東南部一個滑雪場，位於萨瓦省小镇蒙瓦勒藏，海拔1,850米（6,070英尺），最高點為2,800米（9,200英尺），南面的山麓可以望到鄰近的莱萨尔克滑雪场所在的山谷。
2022年1月18日，法國男演員加斯帕德·尤利尔在滑雪期間發生意外，翌日在醫院去世，終年37歲。

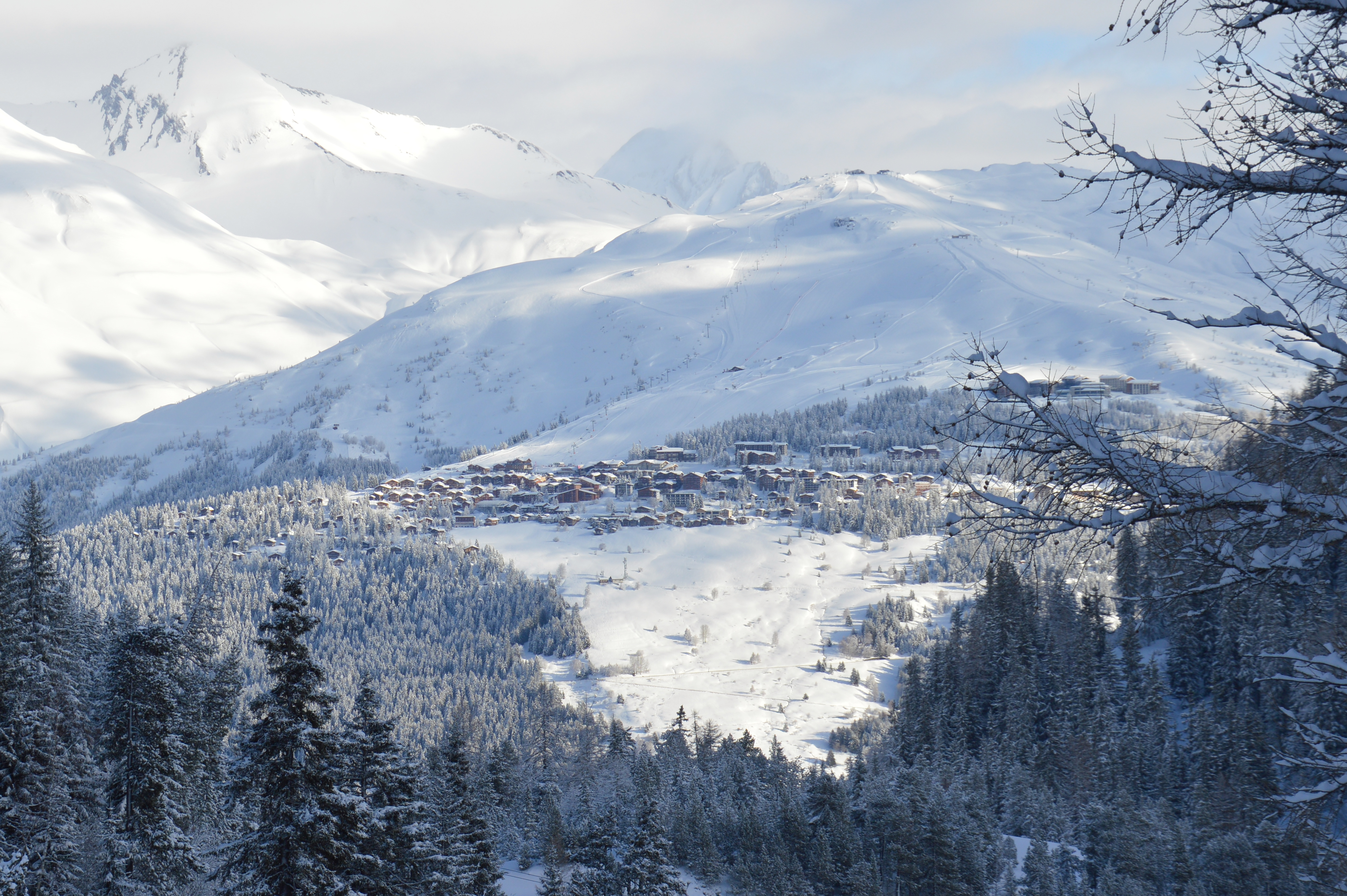
從拉羅西耶爾望向莱萨尔克滑雪场

## 外部連結
- Tourist Link （页面存档备份，存于）
- The La Roseire webcam （页面存档备份，存于）